# Tutaryds socken
Tutaryds socken i Småland ingick i Sunnerbo härad i Finnveden, ingår sedan 1971 i Ljungby kommun och motsvarar från 2016 Tutaryds distrikt i Kronobergs län.
Socknens areal är 40,23 kvadratkilometer, varav land 38,30. År 2000 fanns här 219 invånare. Kyrkbyn Tutaryd med sockenkyrkan Tutaryds kyrka ligger i socknen. 

## Administrativ historik
Tutaryds socken har medeltida ursprung. 
Vid kommunreformen 1862 övergick socknens ansvar för de kyrkliga frågorna till Tutaryds församling  och för de borgerliga frågorna till Tutaryds landskommun. Landskommunen uppgick 1952 i Ryssby landskommun som sedan i sin tur 1971 uppgick i Ljungby kommun.
1 januari 2016 inrättades distriktet Tutaryd, med samma omfattning som församlingen hade 1999/2000. 
Socknen har tillhört samma fögderier och domsagor som Sunnerbo härad. De indelta soldaterna tillhörde Kronobergs regemente, Norra Sunnerbo kompani och Smålands grenadjärkår, Sunnerbo kompani.

## Geografi
Tutaryds socken ligger öster om Ljungby utmed Prästebodaån (Helge å). Socknen är en skogsbygd, rik på mossar.

## Fornminnen
Vid sidan av en hällkista är de främst från tre järnåldersgravfält. En runristning finns i Tutaryd.

## Namnet
Namnet (1406 Tutarydh), taget från kyrkbyn, har ett förled som antagits betyda tu(ta), spets syftande på den höjd där kyrkan ligger. Efterledet ryd betyder röjning.

### Fotnoter
1. 1 2 3  Svensk Uppslagsbok andra upplagan 1947–1955: Tutaryd socken
2. 1 2  Harlén, Hans; Harlén Eivy (2003). Sverige från A till Ö: geografisk-historisk uppslagsbok. Stockholm: Kommentus. Libris 9337075. ISBN 91-7345-139-8
3. ↑  Administrativ historik för Tutaryd socken (Klicka på församlingsposten). Källa: Nationella arkivdatabasen, Riksarkivet.
4. 1 2  Sjögren, Otto (1931). Sverige geografisk beskrivning del 2 Östergötlands, Jönköpings, Kronobergs, Kalmar och Gotlands län. Stockholm: Wahlström & Widstrand. Libris 9939
5. 1 2 3  Nationalencyklopedin
6. ↑  Fornlämningar, Statens historiska museum: Tutaryds socken
7. ↑  Fornminnesregistret, Riksantikvarieämbetet: Tutaryds socken Fornminnen i socknen erhålls på kartan genom att skriva in sockennamn (utan "socken") i "Ange geografiskt område"